# تپه اندرآب
تپه اندرآب مربوط به دوره اشکانیان است و در شهرستان اردبیل، بخش مرکزی، دهستان غربی، روستای اندرآب واقع شده و این اثر در تاریخ ۲۷ بهمن ۱۳۸۷ با شمارهٔ ثبت ۲۴۵۵۸ به‌عنوان یکی از آثار ملی ایران به ثبت رسیده است.